# Gonzaga Eleonóra magyar királyné (1598–1655)
Nem tévesztendő össze Gonzaga Eleonóra magyar királynéval (1630–1686), III. Ferdinánd császár és király feleségével.
Gonzaga Eleonóra (olaszul Eleonora (I) Gonzaga, németül Eleonora Gonzaga von Mantua), (Mantova, 1598. szeptember 23. – Bécs, 1655. június 27.), mantovai hercegnő, II. Ferdinánd német-római császár, magyar és cseh király második feleségeként 1622–1637 között német-római császárné, magyar és cseh királyné.

## Élete

### Származása
Édesapja a Gonzaga-családból származó I. Vince mantovai herceg (Mantova, 1562. szeptember 21. – Mantova, 1612. február 9.), édesanyja Medici Eleonóra (Firenze, 1566. március 1. – Cavriana, 1611. szeptember 19.) volt, Francesco de’ Medici toszkánai nagyherceg leánya.
Anyai nagyanyján, Habsburg Johanna osztrák főhercegnőn keresztül Eleonóra hercegnő dédunokája volt I. Ferdinánd német-római császárnak és magyar királynak.

### Házassága
1622. február 4-én Innsbruckban férjhez ment II. Ferdinánd német-római császárhoz és magyar királyhoz, és még ugyanezen évben, 1622. július 26-án Sopronban magyar királynévá koronázták. Házasságuk gyermektelen maradt.
1655. június 27-én hunyt el Bécsben, férjét tizennyolc évvel élte túl. Holttestét a Habsburg-család hagyományos temetkezőhelyén, a bécsi kapucinusok templomának kriptájában temették el, majd 1782-ben átvitték a bécsi Szent István-székesegyházba.